# Brzostek (województwo śląskie)
Brzostek – wieś w Polsce położona w województwie śląskim, w powiecie zawierciańskim, w gminie Szczekociny.
W latach 1975–1998 miejscowość administracyjnie należała do województwa częstochowskiego.

## Nazwa
Miejscowość była wzmiankowana w formie Brzostek w 1397 roku. Jest to nazwa topograficzna wywodząca się od słowa brzost oznaczającego ‘gatunek wiązu’.